# Будућност (часопис за децу)
Будућност је био први комунистички књижевни часопис за децу покренут у Краљевини СХС. Излазио је са поднасловом Забавно-поучни лист деце организованих радника. Покренут је 1920, али је исте године и забрањен, да би поново почео да излази 1923. Часопис је излазио до 1929. године. Покренут је као додатак листу Једнакост, гласилу југословенских жена социјалиста (комуниста). Власник, издавач и одговорни уредник био је Драгутин Владисављевић.
Од 1923. године, после прекида у излажењу, лист је штампан упоредо ћирилицом и латиницом.

## Историјски контекст настанка часописа
Напредни раднички покрет у земљама бивше Југославије почео је да се развија још од Прве интернационале и Париске комуне, да би до 1914. године у свим крајевима, сем Црне Горе, биле створене социјалдемократске странке и удружења. Убрзо се увидела и нужност постојања посебних форми окупљања и васпитања радничког подмлатка који треба да настави борбу за остварење својих циљева. По узору на дечје организације које су почетком 20. века деловале при немачкој, француској и неким другим социјалистичким партијама западне Европе, Радничке новине, орган Социјалдемократске партије Србије, у броју од 2. фебруара 1910, истичу неопходност организованог рада са радничком децом. Полазећи од тога, током 1910, прво при партијској организацији у Београду, а затим у још неким местима Србије, долази до оснивања женских секција „Будућност", са циљем да се упуте мајке раднице „у правилно неговање и подизање деце, која ће се још у породици од малих ногу васпитавати у социјалистичком духу".
Убрзо, потом, на иницијативу Српске социјалдемократске партије и Секретаријата жена социјадемократа у Социјалистичком народном дому у Београду, 20. октобра 1913, основана је прва Дечја група „Будућност". У њу су примана деца од 6 до 12 година старости, коју је требало збринути док су им родитељи на послу. У листу Једнакост  постојала је стална рубрика под називом „Будућност", која је била намењена деци. За њу су писали многи учитељи, песници и уметници, желећи да својим текстовима допринесу забави и васпитању најмлађих. Већ у јулу 1914. Дечја група „Будућност" из Београда објавила је своју прву књигу намењену радничкој деци. Од ње је остварена двострука корист - постала је приручник за социјалистичко васпитање најмлађих и остварен је значајан приход од продатих књига, који је уложен у фонд за помоћ сиромашним члановима.
После завршетка Првог светског рата долази до убрзаног обнављања радничког покрета. На конгресу уједињења социјалистичких партија и група, одржаном од 20. до 23. априла 1919. у Београду, створена је Социјалистичка радничка партија Југославије (комуниста), која је одлучила да се рад на организовању и васпитању радничког подмлатка повери њеној Женској секцији, која је то радила
организовањем дечјих група „Будућност" и издавањем истоименог дечјег листа.

## Настанак часописаБудућност
Часопис Будућност покренут је у Београду током 1920. године. Његово излажење забрањено је после објављивања Обзнане, одлуке државног врха Краљевине СХС да се од 29. децембра 1920. године забрани рад Комунистичке партије Југославије, чији је орган и овај лист био. Његов рад је, са нешто измењеном концепцијом, настављен 1923. године. Часопис је излазио до јуна 1929. године.

## Концепт часописа
Часопис Будућност почео је да излази са поднасловом Забавно-поучни лист деце организованих радника. Када је поново покренут 1923. излазио је са поднасловом Пролетерски дечји лист за поуку и забаву. Са првим бројем у 1924. мења поднаслов у Дечји лист за забаву и поуку, а од првог броја за 1925. годину у Забавно-поучни лист за младеж.
Часопис је рани и ретки пример комунистичког књижевног гласила посвећеног најмлађој популацији, што се види кроз његов организациони оквир, програмска начела, типологију књижевних прилога које је објављивао и значај који је поклањао илустрацијама и техничком уређењу листа. Уз стално извештавање о васпитно-образовним иновацијама у револуционарној Русији као „дечјем рају“, Будућност је стратешки усмерена на раскринкавање идеолошких предрасуда и „одбрану“ пролетерске деце од класно утемељеног буржоаског васпитања, школства и вредности, те се његова критичка педагогија може описати и као контраваспитна. За своје читаоце Будућност креира и посебну врсту литерарних садржаја, која се може назвати радикалном књижевношћу за децу. Часопис агитује за нове облике дечје пролетерске културе и васпитања унутар грађанско-капиталистичког друштвеног окружења.
Овај часопис и његова књижевност произлазили су из нове прогресивне педагогије и били везани за идеју нове школе. Та идеја је почивала на поверењу у критичке способности деце, њихову самосталност у закључивању, као и у способност да разумеју класне неправде коју та књижевност често тематизује. Великим делом је то било зато што су се ова књижевност и штампа и обраћале пролетерској и сеоској деци која су класну неправду трпела, па нови педагози нису видели разлог зашто онда не би могла разумети и друштвене механизме које је производе.

## Уредништво и сарадници у листу
Све време излажења часописа његов уредник био је Драгутин Владисављевић. У њему су објављивани оригинални и преведени текстови многих напредних људи, па и познатих пролетерских песника: Косте Абрашевића, Љубице Ивошевић-Димитров, Марка Шарчевића, Видосава Трепчанина, Милана Несторовића, Немира Осмог и других.